# 10330 Durkheim
A 10330 Durkheim (ideiglenes jelöléssel 1991 GH3) a Naprendszer kisbolygóövében található aszteroida. Eric Walter Elst fedezte fel 1991. április 8-án.
Nevét Émile Durkheim (1858 – 1917) francia szociológus után kapta.